# Аддо, Саймон
Саймон Аддо (англ. Simon Addo; 11 декабря 1974, Тема, Гана) — ганский футболист, вратарь. Бронзовый призёр летних олимпийских игр 1992, участник олимпиады 1996 и трёх Кубков африканских наций.

## Биография
Саймон Аддо родился 11 декабря 1974 года в ганском городе Тема. У Саймона трое братьев и одна сестра. Его младший брат Джозеф (1971), также футболист.

### Клубная карьера
Начал профессиональную карьеру в 1991 году в клубе чемпионата Ганы — «Обуаси Голдфилдс». Затем играл за «ГАПОХА Ридерс». В 1997 году стал игроком греческого клуба «Каламата», где играли стразу пять его соотечественников — Фостер Бастиос, Эбенезер Хаган, Чарльз Сэмпсон, Афо Доду и Баффур Гьян. В сезоне 1997/98 «Каламата» заняла предпоследнее 17 место в чемпионате Греции и вылетела во второй дивизион. В этом сезоне Аддо провёл 10 игр.
Завершил карьеру игрока в 2000 году в команде «ГАПОХА Ридерс».

### Карьера в сборной
В августе 1992 года главный тренер олимпийской сборной Ганы Сэм Ардай вызвал Саймона на летние Олимпийские игры в Барселоне. В команде он получил 16 номер. В своей группе ганцы заняли первое место, обогнав Мексику, Австралию и Данию. В четвертьфинале Гана обыграла Парагвай (4:2), а в матче 1/2 финала уступила Испании (0:2). В матче за третье место ганцы смогли обыграть Австралию со счётом (1:0) и стали обладателями бронзовых наград. Аддо сыграл лишь в матче за третье место.
В составе национальной сборной Ганы выступал с 1994 года по 1998 год, проведя в составе сборной 32 игры. Весной 1994 года принял участие в Кубке африканских наций, который состоялся в Тунисе. Гана дошла до 1/4 финала, где уступила Кот-д’Ивуару (1:2). Аддо в турнире участия не принял. В начале 1996 года участвовал в Кубке африканских наций в Южной Африке. Сборная Ганы заняла четвёртое место, уступив в матче за бронзовые награды команде Замбии со счётом (0:1), Аддо принял участие во всех шести играх на турнире.
В августе 1996 года главный тренер олимпийской сборной Ганы Сэм Ардай вызвал Саймон на летние Олимпийские игры в Атланте. В команде он вновь получил 16 номер. В своей группе ганцы заняли второе место, уступив Мексики, обогнав при этом Южную Корею и Италии. В четвертьфинале Гана уступила Бразилии (2:4). Аддо на турнире сыграл во всех четырёх матчах.
В июне 1997 году участвовал в Кубке Кореи, где Гана заняла последнее четвёртое место в группе. В феврале 1998 года принял участие в Кубке африканских наций в Буркина-Фасо, тогда Гана не смогла выйти из группы. Аддо сыграл во всех трёх играх на турнире.

## Достижения
- Бронзовый призёр летних Олимпийских игр (1): 1992